# Loïs Boisson
Loïs Boisson (Digione, 16 maggio 2003) è una tennista francese. Il 21 luglio 2025 ha raggiunto la 44ª posizione mondiale, miglior classifica WTA in singolare, mentre in doppio ha raggiunto la 1044ª posizione il 17 aprile 2023.

## Biografia
Ha iniziato a giocare a tennis nella sua città natale all'età di 8 anni, iscritta al TC Nice Giordan di Nizza per cui gioca i campionati a squadre per club, usa per allenarsi i campi della Ligue Auvergne-Rhône-Alpes de Tennis, a Bron, poco fuori Lione.
Suo padre, Yann Boisson, è stato un giocatore di pallacanestro negli anni '80 per la ASVEL Lyon-Villeurbanne presso la Basket Croix Rousse Olympique Lyon.
È allenata da Florian Reynet.

## Carriera

### 2018-2024: Debutto e primo titolo WTA 125
Ha giocato nel 2018 il suo primo torneo ITF professionistico, l'ITF Tennis Europe su terra rossa, perdendo l'incontro con Zantedeschi. 
Fa il suo debutto nel circuito maggiore con una wild-card all'Open 6ème Sens Métropole de Lyon 2021 nel singolare, venendo eliminata nelle qualificazioni da Barbara Haas. Gioca invece nel tabellone principale del doppio in coppia con Juline Fayard, anche qui eliminata al primo turno. Poco dopo partecipa per la prima volta al Roland Garros, uscendo al secondo turno delle qualificazioni contro Kalinina. A fine anno subisce un infortunio alla spalla che la tiene ferma fino all'estate dell'anno seguente.
Nel 2022 vince il suo primo titolo ITF a Digione, sua città natale, contro Vivian Wolff in tre set, seguito da un altro titolo ITF a Le Havre nel 2023.
Nel 2024 ottiene il suo primo titolo nella categoria WTA 125 all'Open 35 de Saint-Malo di Saint-Malo, sconfiggendo in rimonta la connazionale Chloé Paquet in tre set. Grazie a questo e altri successi nei tornei ITF riceve una wild-card per il Roland Garros a cui non può però partecipare, essendosi infortunata al legamento crociato anteriore nel torneo Trophèe Clarins poco prima.

### 2025: Semifinale al Roland Garros e primo titolo WTA
Nel 2025 gioca per la prima volta nel tabellone principale di un torneo WTA, a Rouen, incontrando al primo turno la tennista britannica Harriet Dart la quale, sotto 0–6 nel primo set e in svantaggio nel secondo, accusa indirettamente la francese di avere un cattivo odore chiedendo al giudice di sedia di indurla ad usare il deodorante. La britannica si è poi scusata per l'atteggiamento attribuendolo alla foga tennistica del momento. Boisson vince l'incontro suddetto, ma esce sconfitta al turno successivo contro Uchijima.
Durante lo Slam casalingo, gli Open di Francia 2025, a cui ha partecipato grazie ad una wild-card, ha raggiunto le semifinali nel singolare, fermata da Gauff. Nel corso di alcuni allenamenti di questo torneo è stata vista utilizzare un visore di realtà virtuale, sotto consiglio del suo preparatore Sèbastien Durant, per migliorare la sua visione neuro-muscolare.
Il 20 luglio, si è aggiudicata il primo titolo WTA della carriera al MSC Hamburg Ladies Open di Amburgo, dove è entrata in tabellone grazie ad una wildcard ed è stata accreditata della quinta testa di serie. Giunta all'atto conclusivo perdendo un solo parziale, ha superato in finale l'ungherese Anna Bondár in due set.

## Caratteristiche e stile di gioco
Destrorsa con un rovescio a due mani, la sua superficie preferita è la terra rossa, su cui ha giocato molto durante gli anni formativi al TC Beaulieu di Nizza dove si era trasferita all'età di 11 anni. Ha un gioco variegato con un diritto con il topspin più elevato sia della top 50 femminile che maschile, con 3051 rpm (giri al minuto) registrati durante il Roland Garros 2025. Inoltre usa spesso anche il rovescio in slice. Dopo l'infortunio alla spalla nel 2021 ha dovuto cambiare tecnica nel colpire la palla.

## Statistiche WTA

### Singolare

#### Vittoria (1)
| Legenda              |
| -------------------- |
| Grande Slam (0)      |
| Ori Olimpici (0)     |
| WTA Finals (0)       |
| WTA Elite Trophy (0) |
| Dal 2021             |
| WTA 1000 (0)         |
| WTA 500 (0)          |
| WTA 250 (1)          |

| N. | Data           | Torneo                         | Superficie  | Avversaria in finale | Punteggio |
| 1. | 20 luglio 2025 | Hamburg European Open, Amburgo | Terra rossa | Anna Bondár          | 7–5, 6–3  |

## Circuito WTA 125

### Singolare

#### Vittorie (1)
| N. | Data          | Torneo                            | Superficie  | Avversaria in finale | Punteggio        |
| 1. | 5 maggio 2024 | Open 35 de Saint-Malo, Saint-Malo | Terra rossa | Chloé Paquet         | 4–6, 7–6(3), 6–3 |

## Statistiche ITF

### Singolare

#### Vittorie (6)
| Torneo $100.000 (0) |
| Torneo $80.000 (0)  |
| Torneo $60.000 (2)  |
| Torneo $40.000 (0)  |
| Torneo $25.000 (2)  |
| Torneo $15.000 (2)  |

| N. | Data              | Torneo                                      | Superficie      | Avversaria in finale | Punteggio     |
| 1. | 17 settembre 2022 | Dijon ITF World Tennis Tour, Digione        | Terra rossa     | Vivian Wolff         | 7–5, 3–6, 7–5 |
| 2. | 26 marzo 2023     | Open du Havre, Le Havre                     | Terra rossa (i) | Diana Martynov       | 6–0, 4–6, 6–2 |
| 3. | 24 marzo 2024     | ITF WTT Kaeline Pro Series, Larnaca         | Terra rossa     | Despoina Papamichaīl | 6–2, 6–0      |
| 4. | 30 marzo 2024     | Terrassa Open, Terrassa                     | Terra rossa     | Hanne Vandewinkel    | 6–0, 7–6(8)   |
| 5. | 14 aprile 2024    | Bellinzona Ladies Open, Bellinzona          | Terra rossa     | Anna Bondár          | 6–3, 2–6, 6–4 |
| 6. | 11 maggio 2025    | Open Saint-Gaudens Occitanie, Saint-Gaudens | Terra rossa     | Tat'jana Prozorova   | 7–6(4), 6–0   |

#### Sconfitte (2)
| Torneo $100.000 (0) |
| Torneo $80.000 (0)  |
| Torneo $60.000 (0)  |
| Torneo $40.000 (0)  |
| Torneo $25.000 (2)  |
| Torneo $15.000 (0)  |

| N. | Data            | Torneo                                               | Superficie  | Avversaria in finale | Punteggio   |
| 1. | 14 ottobre 2023 | Andalucia Women's Internationals Nadia Cup, Siviglia | Terra rossa | Dominika Šalková     | 4–6, 3–6    |
| 2. | 29 marzo 2025   | Terrassa Open, Terrassa                              | Terra rossa | Lilli Tagger         | 6(4)–7, 3–6 |

## Vittorie contro giocatrici Top 10
| Stagione | 2025 | Totale |
| Vittorie | 2    | 2      |

| #    | Giocatrice     | Ranking | Evento                  | Superficie  | Turno | Punteggio     | Rank. LBR |
| ---- | -------------- | ------- | ----------------------- | ----------- | ----- | ------------- | --------- |
| 2025 |                |         |                         |             |       |               |           |
| 1.   | Jessica Pegula | 3       | Open di Francia, Parigi | Terra rossa | 4T    | 3–6, 6–4, 6–4 | 361       |
| 2.   | Mirra Andreeva | 6       | Open di Francia, Parigi | Terra rossa | QF    | 7–6(6), 6–3   | 361       |